# Championnats du monde de pelote basque 1982
Navigation
Biarritz 1978 Vitoria 1986
Les championnats du monde de pelote basque 1982, 9e édition des championnats du monde de pelote basque, ont lieu du 14 au 24 octobre 1982 à Mexico au Mexique. 
Organisés par la Fédération internationale de pelote basque, ils réunissent 10 nations qui se disputent 12 titres mondiaux.
 
La France domine cette huitième édition.

## Organisation

### Nations participantes
Dix nations prennent part à ce neuvième championnat du monde: 

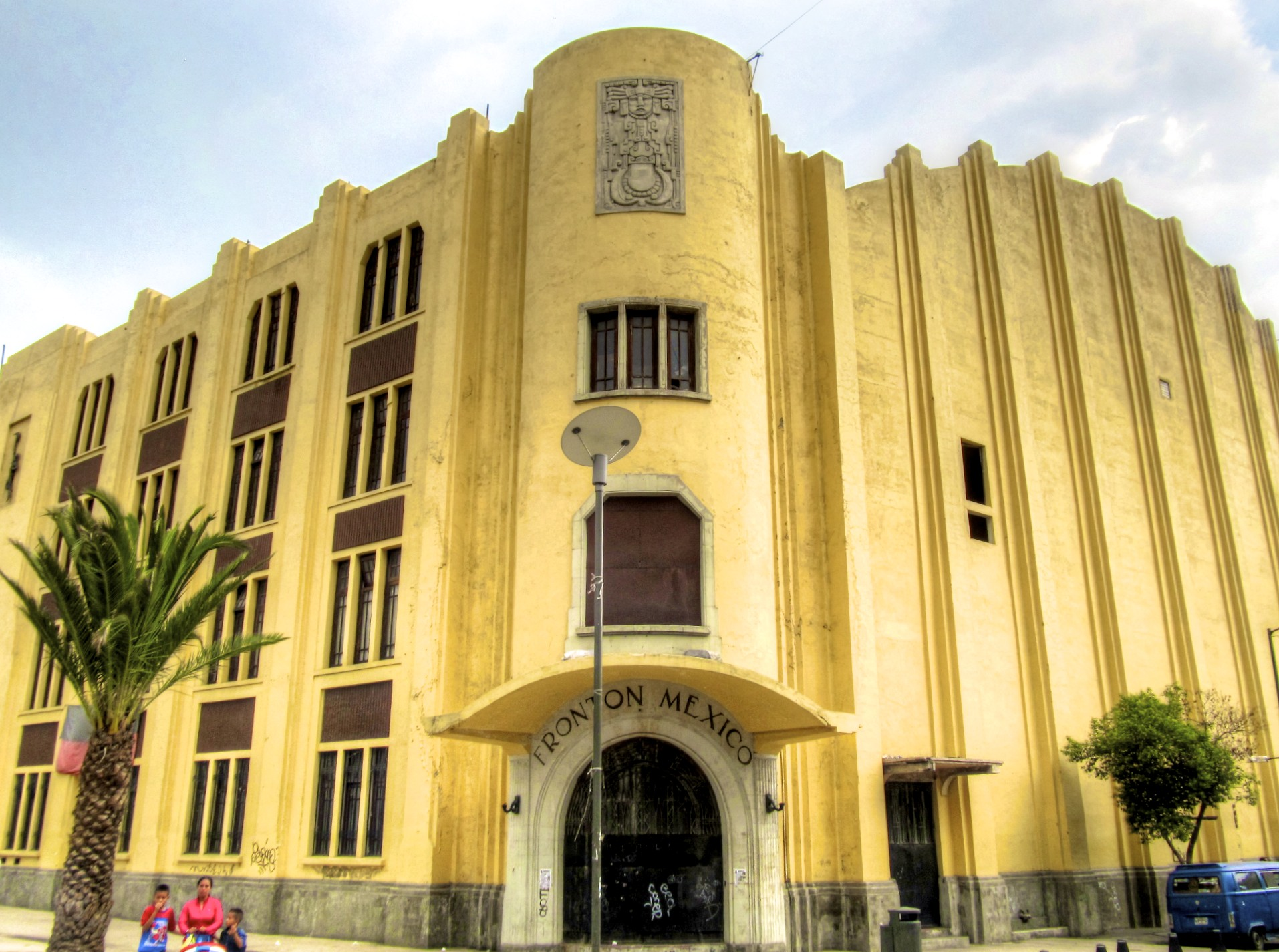
Fronton Mexico

| - Argentine - Bolivie (1) - Espagne - États-Unis | - France (44) - Italie - Philippines | - Mexique - Uruguay - Vénézuela |

### Lieux de compétition
- Fronton Mexico
- Fronton du Campo Marte
- Fronton du Club España
- Trinquet de la Alberca Olimpica

### Déroulement des compétitions
- C'est le président mexicain José López Portillo qui procède à l'inauguration de ces championnats du monde
- L'argentin Aáron Sehter dispute ses 9es et derniers championnats du monde à l'âge de 48 ans

## Palmarès
| Épreuves                       | Or                                                                                    | Argent                                                                     | Bronze                                                                    |
| ------------------------------ | ------------------------------------------------------------------------------------- | -------------------------------------------------------------------------- | ------------------------------------------------------------------------- |
| Trinquet                       |                                                                                       |                                                                            |                                                                           |
| Pelote à main nue (individuel) | France- Bernard Inchauspé - François Lambert                                          | Uruguay- Carlos Iraizos - Armando Paz                                      | Espagne- Miguel Alzaga - Inocencio Azpiroz                                |
| Pelote à main nue (par équipe) | France- Martin Garat - Philippe Carricart - Sébastien Berrouet - Jean-Jacques Housset | Espagne- Carlos Marañon - José Luis Angulo                                 | Uruguay- Manera ou Manea - Dall'Oglio                                     |
| Paleta, pelote de cuir         | Argentine- Juan Miró - Ricardo Bizzozero                                              | Espagne- Francisco Ameztoy - Joaquín Arbeloa                               | France- Christian Gallardon - Charles Sallaberry - François Prat          |
| Paleta, pelote de gomme        | Argentine- Eduardo Ross - Ramón Ross - Arducci                                        | Uruguay- Gustavo Arcaus - Elvio Emegeiras                                  | Espagne- Miguel Irizar - Juan Pagoaga                                     |
| Xare                           | France- Patrick Lasarte - Michel Garbizu                                              | Argentine- Eduardo Frigerio - Roberto Elias - Labat                        | Espagne- Luis Miguel Uzcudun - José Olano - Mercader - Bastarrica         |
| Fronton de 30 mètres           |                                                                                       |                                                                            |                                                                           |
| Paleta, pelote de gomme        | Argentine- Angel Armas - Hector Fale - Lecumberry - Aáron Sehter                      | Mexique- José Luis Flores - Raúl Flores - José Luis Gomez - Sergio Sanchez | Uruguay- Máximo Arrospide - Luis Bell                                     |
| Frontenis, pelote de gomme     | Mexique- Jaime Suárez - Carlos Chávez - Guillermo Rojas - Basilio Robles              | Argentine- Angel Armas - Federico Elortondo                                | France- Théophile Bonnet - Alain Lartigue                                 |
| Fronton de 36 mètres           |                                                                                       |                                                                            |                                                                           |
| Pelote à main nue (individuel) | France- Michel Etchegoin - Jean-Paul Diribarne                                        | Espagne- Fernando Eguiño - Vicente Ibañez                                  | Mexique- Nuñez                                                            |
| Pelote à main nue (par équipe) | France- Jean-Pierre Diribarne - Daniel Mutuberria - Patrick Hiriart                   | Espagne- Juan Arteaga - Ignacio Errandonea                                 | Mexique- Rosendo Izquierdo ou Alfonso Izquierdo - Saldaña                 |
| Paleta, pelote de cuir         | Argentine- Abraham Ramirez - Ricardo Bizzozero                                        | Mexique- Josu Garritz - José Antonio Musi                                  | France- Lamy - Jean-Marc Bonnet - François Susbielle - Jean-Pierre Milhet |
| Grosse pala (Pala corta)       | Espagne- Pedro Hernández - Ricardo Garrido                                            | Mexique- Miguel Mendiburu - José Antonio Musi - José Luis Hernández        | Argentine- Ramirez - Ricardo Bizzozero                                    |
| Fronton de 54 mètres           |                                                                                       |                                                                            |                                                                           |
| Cesta punta                    | France- Daniel Michelena - Jean-Paul Inchauspé - Francis Etcheverry                   | États-Unis- Billy Schofill - Paul Bournazier - Kessler - Johnson           | Espagne- Ricardo Alberdi - Gonzalo Vivanco - Rego                         |

## Tableau des médailles
| Rang  | Nation     | Or | Argent | Bronze | Total |
| ----- | ---------- | -- | ------ | ------ | ----- |
| 1     | France     | 6  | 0      | 3      | 9     |
| 2     | Argentine  | 4  | 2      | 1      | 7     |
| 3     | Espagne    | 1  | 4      | 4      | 9     |
| 4     | Mexique    | 1  | 3      | 2      | 6     |
| 5     | Uruguay    | 0  | 2      | 2      | 4     |
| 6     | États-Unis | 0  | 1      | 0      | 1     |
| Total | Total      | 12 | 12     | 12     | 36    |